# Cendres (roman)
 (février 2020).
Pour les articles homonymes, voir Cendres.
Cendres est un roman de Stefan Żeromski.

## Genèse
Stefan Żeromski a commencé à écrire Cendres à l'été 1898, peut-être[Interprétation personnelle ?] déjà alors qu'il avait un plan ambitieux pour présenter l'image de la vie spirituelle de la Pologne sous domination étrangère au XIXe siècle. L'auteur entendait d'abord présenter la première transformation des âmes et des consciences pendant les guerres napoléoniennes, puis mettre l'accent sur ses effets dans les révolutions, l'émigration, les rébellions, les soulèvements et les exilés. Apparemment, Żeromski travaillait simultanément sur le roman Étincelles sur le soulèvement de 1830. En novembre 1900, les manuscrits de Cendres et d' Etincelles ont été confisqués par la police militaire russe lors d'une perquisition. Grâce aux efforts d'Oktawa Żeromska le manuscrit a été récupéré presque entièrement. D'un autre côté,  Étincelles, prêt aux trois quarts, a disparu pour toujours - selon Piołun-Noyszewski. Pour la deuxième fois, le manuscrit du roman est tombé entre les mains de la gendarmerie pendant le séjour de Żeromski à Nałęczów. L'auteur a dû les reconstruire une deuxième fois; Dans la génération de Jeune Pologne, Żeromski, avec Stanisław Wyspiański, a été l'initiateur d'un tournant vers les questions historiques.  
Le thème des luttes pour l'indépendance était dominé par la période napoléonienne - parce qu'elle n'était pas couverte par l'interdiction générale de la censure tsariste ; Żeromski utilise des noms tels que Kobyłka ou Kozienice, mais il ne mentionne pas, car il ne peut pas mentionner Racławice ou Maciejowice où ont eu lieu des batailles célèbres. La prose positiviste marquait déjà le plus souvent les idées patriotiques par des allusions aux traditions de la période napoléonienne.

## Roman - panorama
Cendres rappelle la structure du roman Guerre et Paix (1869) de Leon Tolstoï. Cette idée enhardit Żeromski - expérimenter des compositions différentes du modèle russe. Dans les deux livres, il s'agit de roman panoramique, qui abandonne le rythme et les complications de l'action en faveur de la polyvalence épique pour dépeindre la vie de la nation, déroule simultanément plusieurs intrigues racontant l'histoire de personnages fictifs, croisant ces fils d'intrigues avec une description ample des événements historiques. On voit apparaître à de rares occasions la figure de Napoléon, apparitions marquantes.   

## Adaptations
Le roman a été adapté au cinéma en 1965 par Andrzej Wajda, la première a eu lieu le 25 septembre 1965. Daniel Olbrychski joue le rôle de Rafał Olbromski. 

## Éditions françaises
- Cendres, Payot 1930, adaptation H. de Witte
- Cendres, GeneaPologne 2020, réédition